# Dendrobium hymenophyllum
Dendrobium hymenophyllum är en orkidéart som beskrevs av John Lindley. Dendrobium hymenophyllum ingår i släktet Dendrobium, och familjen orkidéer. Inga underarter finns listade i Catalogue of Life.